# Hypodiscus synchroolepis
Hypodiscus synchroolepis är en gräsväxtart som först beskrevs av Ernst Gottlieb von Steudel, och fick sitt nu gällande namn av Maxwell Tylden Masters. Hypodiscus synchroolepis ingår i släktet Hypodiscus och familjen Restionaceae. Inga underarter finns listade i Catalogue of Life.